# Pachyascaceae
Pachyascaceae Poelt ex P.M. Kirk, P.F. Cannon & J.C. David 2001 es una familia de líquenes crustáceos perteneciente al orden Lecanorales y con un único género cuya distribución geográfica se limita a las regiones árticas de Europa.
Pachyascaceae se caracteriza por la posesión de paredes engrosadas en las ascas, por su hábitat y por su modo de vida epibriófito encontrándose siempre viviendo sobre musgos de la especie Andreaea rupestris. El talo de Pachyascaceae está compuesto por una única capa de células fúngicas y cianobacterias. 
La posición filogenética de esta familia se encuentra discutida y aunque los primeros estudios la sitúan como un grupo basal de Lecanorales hoy en día esto no ha podido ser confirmado y ciertos autores la incluyen en la familia Vezdaeaceae junto a otros líquenes epibriófitos.